# Omelette vallée d'Auge
 (août 2014).
L’omelette vallée d’Auge est une spécialité culinaire de Normandie.
Il s’agit d’un dessert consistant en une omelette sucrée garnie de dés de pommes dorés au beurre et de crème fraîche puis flambée au calvados.